# Danny García
Danny Oscar García (* 20. März 1988 in Philadelphia, Pennsylvania) ist ein US-amerikanischer Profiboxer puerto-ricanischer Abstammung, ehemaliger Weltmeister der WBC und Superweltmeister der WBA im Halbweltergewicht, sowie ehemaliger Weltmeister der WBC im Weltergewicht.

## Amateurkarriere
Er wurde 2005 US-amerikanischer U 19-Meister im Leichtgewicht und gewann darüber hinaus das internationale 26. Tammer Turnier in Finnland. 2006 wurde er US-amerikanischer Meister im Leichtgewicht, wobei er Ray Robinson, Jesse Belmontes, Terence Crawford und Luis Ramos besiegte.
2007 bezwang er bei den US-Meisterschaften im Halbweltergewicht James Berry, Ronnie Reams, Hector Ramos und Andre Sherard, verlor jedoch anschließend im Halbfinale knapp gegen Brad Solomon (13:14), womit er die Bronzemedaille gewann. Bei den nationalen Ausscheidungskämpfen für die Teilnahme an den Olympischen Sommerspielen 2008, den sogenannten US Olympic Trials im August 2007 in Houston, erreichte er den zweiten Platz im Halbweltergewicht. Ihm gelangen dabei Siege gegen Samuel Martínez, Michael Dallas, Jeremy Bryan und Daniel O’Connor. Erst im Finale unterlag er Javier Molina nach Punkten. Eine weitere Niederlage seiner Amateurlaufbahn erlitt er gegen Miguel Ángel García.
Noch im selben Jahr wechselte er nach 120 Amateurkämpfen, von denen er 107 gewann, ins Profilager.

## Profikarriere
Kurz vor seinem Profidebüt wurde er von Golden Boy Promotions unter Vertrag genommen und gewann seinen ersten Profikampf am 17. November 2007 in Atlantic City durch K. o. in der ersten Runde gegen Mike Denby. Bis Mitte 2009 besiegte er 13 weitere Gegner, davon acht durch Knockout. Am 2. Dezember 2009 gewann er in Philadelphia den Interkontinentalen Jugendtitel des WBC-Verbandes im Halbweltergewicht; er besiegte dabei den Mexikaner Enrique Colin Reyes (28 Siege – 6 Niederlagen) durch K. o. in der zweiten Runde.
Am 26. Februar 2010 gelang ihm zudem ein Punktesieg gegen den Briten Ashley Theophane (25-3), sowie am 7. Mai 2010 ein t.K.o.-Sieg gegen Christopher Leonard Fernández (18-9). Am 30. Juli 2010 besiegte er den Mexikaner Jorge Romero (17-2) auswärts durch t.K.o. und wurde somit interimer Jugendweltmeister der WBC im Weltergewicht. Durch drei folgende Siege unter anderem gegen den ehemaligen Nordamerikanischen Meister Mike Arnaoutis (22-6) und den ehemaligen WBA/WBO/IBF-Weltmeister Nate Campbell (33-7), qualifizierte er sich für einen WM-Titelausscheidungskampf.
Diesen gewann er am 15. Oktober 2011 in Los Angeles nach Punkten gegen den ehemaligen WBO-Weltmeister Kendall Holt (27-4), wobei er auch mit dem Interkontinentalen Meistertitel der WBO im Halbweltergewicht bedacht wurde. Somit erhielt er am 24. März 2012 einen WM-Titelkampf der WBC im Halbweltergewicht gegen Érik Morales (52-7), den er über 12 Runden einstimmig nach Punkten besiegte und in der elften Runde am Boden hatte.
Am 14. Juli 2012 boxte er in Las Vegas in einer Titelvereinigung gegen WBA-Weltmeister Amir Khan (26-2). Dabei hatte er seinen Gegner gleich dreimal am Boden und siegte in der vierten Runde vorzeitig durch t.K.o., da der Ringrichter einschritt und Khan aus dem Kampf nahm. Am 20. Oktober gewann er zudem den Rückkampf gegen Érik Morales durch K. o. in der vierten Runde.
Am 27. April 2013 boxte er gegen Zab Judah (42-7), hatte diesen in der achten Runde am Boden und gewann schließlich einstimmig nach Punkten. Auch den schlagstarken Argentinier Lucas Matthysse (34-2), konnte er am 14. September 2013 einstimmig nach Punkten besiegen. Einen weiteren Punktesieg feierte er am 15. März 2014 gegen Mauricio Herrera (20-3).
Im August 2014 besiegte er Rod Salka (19-3) durch K. o. in der zweiten Runde. Im April 2015 folgte ein Punktesieg gegen Lamont Peterson (33-2). Am 1. August 2015 gelang ihm ein vorzeitiger Sieg gegen Paul Malignaggi (33-6).
Am 23. Januar 2016 boxte er um den WBC-WM-Titel im Weltergewicht, den Floyd Mayweather Jr. aufgrund seines Karriereendes niedergelegt hatte. Er besiegte dabei in Los Angeles Robert Guerrero (33-3) einstimmig nach Punkten. Im November 2016 schlug er Samuel Vargas (25-2) vorzeitig. Bei einem Titel-Vereinigungskampf am 4. März 2017 gegen WBA-Titelträger Keith Thurman (27-0), verlor er per geteilter Punktrichterentscheidung über zwölf Runden.
Am 17. Februar 2018 gewann er durch technischen Knockout in der neunten Runde gegen Brandon Ríos (34-3). Im September 2018 boxte er erneut um den WBC-Weltmeistertitel, verlor jedoch einstimmig gegen Shawn Porter (28-2).
Am 5. Dezember 2020 verlor er beim Kampf um die WM-Titel der IBF und WBC im Weltergewicht einstimmig gegen Errol Spence (26-0).